# Шлезингр, Михал
Ми́хал Шле́зингр (чеш. Michal Šlesingr; род. 3 февраля 1983, Усти-над-Орлици, Восточночешский край) — чешский биатлонист, чемпион мира 2015 года в смешанной эстафете.
Шлезингр начал заниматься биатлоном в 10 лет.
Завершил карьеру в сезоне 2019/2020.
В юниорских категориях выступал очень успешно. Участвовал на 5 чемпионатах мира среди юниоров с 2000 по 2004 годы, завоевав на них 7 медалей (1 золотую, 4 серебряные и 2 бронзовые), а также на 4 чемпионатах Европы среди юниоров с 2000 по 2003 годы завоевал 4  медали (1 золотую, 2 серебряные и 1 бронзовую).
Дебютировал в Кубке мира в сезоне 2001/02. В дальнейшем его результаты улучшались год от года, и, начиная с сезона 2004/05, он стабильно входит в состав основной сборной команды Чехии.
На зимних Олимпийских играх 2006 года в Турине Шлезингру не удалось показать высоких результатов: в индивидуальной гонке он был лишь 45-м, в спринте — 57-м, в гонке преследования — 34-м. В эстафете в составе чешской сборной занял шестое место. Удачным оказался для Михала Шлезингра сезон 2006/07: на чемпионате мира в Антерсельве он завоевал две награды в индивидуальной гонке и в спринте. В следующем сезоне завоевал 3 медали (1 серебряную и 2 бронзовые) на чемпионате Европы в Нове-Место-на-Мораве. На чемпионате мира в Контиолахти 2015 года Шлезингр добился самого большого успеха в своей карьере, завоевав золотую медаль в смешанной эстафете.
Также является двукратным чемпионом мира по летнему биатлону (в 2005 и 2014 годах завоевал золото в эстафетных гонках)

## Кубок мира

### Статистика выступлений
- 2002—2003 — 78-е место (4 очка)
- 2003—2004 — 70-е место (14 очков)
- 2004—2005 — 37-е место (128 очков)
- 2005—2006 — 29-е место (194 очка)
- 2006—2007 — 16-е место (390 очков)
- 2007—2008 — 19-е место (325 очков)
- 2008—2009 — 20-е место (423 очка)
- 2009—2010 — 29-е место (312 очков)
- 2010—2011 — 9-е место (592 очка)
- 2011—2012 — 10-е место (602 очка)
- 2012—2013 — 21-е место (476 очков)
- 2013—2014 — 47-е место (122 очка)
- 2014—2015 — 8-е место (630 очков)
- 2015—2016 — 18-е место (424 очка)
- 2016—2017 — 22-е место (422 очка)
- 2017—2018 — 47-е место (108 очков)

### Участие в Олимпийских играх
| Год  | Место проведения | Спринт | Гонка преследования | Индивидуальная гонка | Масс-старт | Эстафета | Смешанная эстафета |
| ---- | ---------------- | ------ | ------------------- | -------------------- | ---------- | -------- | ------------------ |
| 2006 | Турин            | 55     | 34                  | —                    | —          | 6        | н/д                |
| 2010 | Ванкувер         | 18     | 29                  | 17                   | 16         | 7        | н/д                |
| 2014 | Сочи             | 31     | DNS                 | 57                   | —          | —        | —                  |
| 2018 | Пхёнчхан         | 69     | —                   | 45                   | —          | 7        | —                  |

### Чемпионаты мира
| Год  | Место проведения     | Спринт                                             | Гонка преследования                                | Индивидуальная гонка                               | Масс-старт                                         | Эстафета                                           | Смешанная эстафета |
| ---- | -------------------- | -------------------------------------------------- | -------------------------------------------------- | -------------------------------------------------- | -------------------------------------------------- | -------------------------------------------------- | ------------------ |
| 2003 | Ханты-Мансийск       | 50                                                 | 39                                                 | 27                                                 | —                                                  | 6                                                  | н/д                |
| 2004 | Оберхоф              | 41                                                 | 44                                                 | 22                                                 | —                                                  | 8                                                  | н/д                |
| 2005 | Хохфильцен           | 59                                                 | 18                                                 | 9                                                  | 21                                                 | 11                                                 | 4                  |
| 2007 | Антхольц-Антерсельва | Серебро                                            | 4                                                  | Бронза                                             | 20                                                 | 5                                                  | —                  |
| 2008 | Эстерсунд            | 6                                                  | 5                                                  | 10                                                 | 26                                                 | 7                                                  | —                  |
| 2009 | Пхёнчхан             | 32                                                 | 19                                                 | 38                                                 | —                                                  | 10                                                 | —                  |
| 2010 | Ханты-Мансийск       | гонки не проводились в связи с Олимпийскими играми | гонки не проводились в связи с Олимпийскими играми | гонки не проводились в связи с Олимпийскими играми | гонки не проводились в связи с Олимпийскими играми | гонки не проводились в связи с Олимпийскими играми | 7                  |
| 2011 | Ханты-Мансийск       | 12                                                 | 8                                                  | 12                                                 | 26                                                 | 10                                                 | —                  |
| 2012 | Рупольдинг           | 25                                                 | 29                                                 | 6                                                  | 12                                                 | 9                                                  | 8                  |
| 2013 | Нове-Место           | 52                                                 | 30                                                 | —                                                  | —                                                  | 6                                                  | —                  |
| 2015 | Контиолахти          | 7                                                  | 4                                                  | 14                                                 | 5                                                  | 6                                                  | Золото             |
| 2016 | Осло                 | 15                                                 | 12                                                 | 20                                                 | 17                                                 | 5                                                  | 6                  |
| 2017 | Хохфильцен           | 42                                                 | 30                                                 | 18                                                 | 13                                                 | 10                                                 | —                  |